# Либель
Либель (словен. Libelj) — поселення в общині Кршко, Споднєпосавський регіон, Словенія. Висота над рівнем моря: 275,1 м.